# Eyal Meshumar
Eyal Meshumar (in ebraico אייל משומר‎?; Kfar Saba, 10 agosto 1983) è un ex calciatore israeliano, di ruolo difensore.